# Liste der Baudenkmäler in Fürth-Oberfürberg
In der Liste der Baudenkmäler in Oberfürberg sind die Baudenkmäler im Fürther Ortsteil Oberfürberg aufgelistet. Zu diesen Baudenkmälern gibt es auch eine Bildersammlung.
Diese Liste ist eine Teilliste der Liste der Baudenkmäler in Fürth. Grundlage der Liste ist die Bayerische Denkmalliste, die auf Basis des bayerischen Denkmalschutzgesetzes vom 1. Oktober 1973 erstmals erstellt wurde und seither durch das Bayerische Landesamt für Denkmalpflege geführt und aktualisiert wird. Die folgenden Angaben ersetzen nicht die rechtsverbindliche Auskunft der Denkmalschutzbehörde.

## Baudenkmäler nach Straßen
| Lage | Objekt                                                             | Beschreibung | Akten-Nr.                          | Bild           |
| --- | ------------------------------------------------------------------ | --- | ---------------------------------- | -------------- |
| Fürther Stadtwald (Standort)                                                                                               | Forstgrenzsteine des Fürther Stadtwaldes                           | Forstgrenzsteine des Fürther Stadtwaldes Nr. 8–11, 26–39, 41–51, Sandstein, 18./19. Jahrhundert. | D-5-63-000-1641 Wikidata           | weitere Bilder |
| Fürther Stadtwald (Rennweg; Untere Gemeinde) (Standort)                                                                    | Forstgrenzsteine des Fürther Stadtwaldes                           | Forstgrenzsteine des Fürther Stadtwaldes Nr. 58–60, 63–64, 66, 68, 70, 72-73, 75-77, 79, Sandstein, 18./19. Jahrhundert. | D-5-63-000-1852 Wikidata           | weitere Bilder |
| Fürther Stadtwald (Bahnlinie Fürth–Cadolzburg) (Standort)                                                                  | Forstgrenzsteine des Fürther Stadtwaldes                           | Forstgrenzsteine des Fürther Stadtwaldes Nr. 92, 102, 104-105, 107-111, 113-114, 116-120, 122-136, Sandstein, 18./19. Jahrhundert. | D-5-63-000-1853 Wikidata           | weitere Bilder |
| Fürther Stadtwald (Schaueräcker; Untere Gemeinde; Tränkweiher; Sperberstraße 199; Am Lehmacker 55; Himmelreich) (Standort) | Forstgrenzsteine der Nord- und Westgrenzen des Fürther Stadtwaldes | Forstgrenzsteine der Nord- und Westgrenzen des Fürther Stadtwaldes Nr. 52–54, 56–59, 64–65, 67, 69–75, 77, 82–84, 86, 88, 91–95, 99–102, 105, Sandstein, 18./19. Jahrhundert. | D-5-63-000-1854 Wikidata           | weitere Bilder |
| Heilstättenstraße 130 (Standort)                                                                                           | Stadtförsterei                                                     | Eingeschossiger, zweiflügeliger Sandsteinquaderbau mit Satteldach und verschaltem Giebel, Heimatstil, bez. 1924. | D-5-63-000-1526 Wikidata           | weitere Bilder |
| Heilstättenstraße 150 / 160 / 160a-160e / 166 / 166a / 168 / 172 (Standort)                                                | Ehemalige Lungenheilstätte, dann Städtisches Waldkrankenhaus       | Im Stadtwald gelegener, mehrteiliger Gebäudekomplex; ehem. Hauptgebäude, viergeschossiger, symmetrischer Putzbau mit Sandsteingliederungen, Walmdach und drei Risaliten mit Schopfwalm und Fachwerkgiebel, historisierend mit Heimatstil-Elementen, von Bernhard Mucke, 1902/03, Vorbau an südlichem Mittelrisalit 1951; | D-5-63-000-1527 Wikidata           | weitere Bilder |
| Heilstättenstraße 150 / 160 / 160a-160e / 166 / 166a / 168 / 172 (Standort)                                                | Ehemalige Lungenheilstätte, dann Städtisches Waldkrankenhaus       | zwei Liegehallen, beiderseits an den Hauptbau anschließend, erdgeschossige, konkave und ehemalige offene Holzbauten mit flachem Pultdächern, historisierend mit Heimatstil-Elementen, von Bernhard Mucke, gleichzeitig;                                                                                                  | D-5-63-000-1527 zugehörig Wikidata | BW             |
| Heilstättenstraße 150 / 160 / 160a-160e / 166 / 166a / 168 / 172 (Standort)                                                | Ehemalige Lungenheilstätte, dann Städtisches Waldkrankenhaus       | ehemaliges Wirtschaftsgebäude, erdgeschossiger Putzbau mit Schopfwalmdach, Fachwerkgiebel und -obergeschoss, historisierend mit Heimatstil-Elementen, von Bernhard Mucke, gleichzeitig; | D-5-63-000-1527 zugehörig Wikidata | BW             |
| Heilstättenstraße 150 / 160 / 160a-160e / 166 / 166a / 168 / 172 (Standort)                                                | Ehemalige Lungenheilstätte, dann Städtisches Waldkrankenhaus       | ehemaliges Ärztewohnhaus, zweigeschossiger Putzbau auf Sandsteinsockel mit Schopfwalmdach und Risaliten mit Fachwerkgiebeln, historisierend mit Heimatstil-Elementen, von Otto Holzer, 1905; | D-5-63-000-1527 zugehörig Wikidata | BW             |
| Heilstättenstraße 150 / 160 / 160a-160e / 166 / 166a / 168 / 172 (Standort)                                                | Ehemalige Lungenheilstätte, dann Städtisches Waldkrankenhaus       | zwei das Tor flankierende Pavillongebäude, zweigeschossige Walmdachbauten mit holzverschalten Obergeschossen, am nördlichen Gebäude Steinfigur, bez. K. Muggenhöfer, historisierend, von Hermann Herrenberger, 1928; | D-5-63-000-1527 zugehörig Wikidata | BW             |
| Heilstättenstraße 150 / 160 / 160a-160e / 166 / 166a / 168 / 172 (Standort)                                                | Ehemalige Lungenheilstätte, dann Städtisches Waldkrankenhaus       | ehem. Wasserhochbehälter, dreigeschossiger Putzbau mit Eckrustika, vorkragendem Fachwerkobergeschoss und Walmdach, historisierend mit Heimatstil-Elementen, 1907; | D-5-63-000-1527 zugehörig Wikidata | weitere Bilder |
| Heilstättenstraße 150 / 160 / 160a-160e / 166 / 166a / 168 / 172 (Standort)                                                | Ehemalige Lungenheilstätte, dann Städtisches Waldkrankenhaus       | Naturpark in Hanglage, rings um das ehemalige Krankenhaus, um 1900. | D-5-63-000-1527 zugehörig Wikidata | BW             |
| Sperberstraße 199 (Standort)                                                                                               | Ehemalige Hopfenscheune, jetzt Waldschenke zum Felsenkeller        | Zweigeschossiger traufseitiger Satteldachbau mit Sandsteinerdgeschoss, verschaltem Fachwerk-Obergeschoss mit Lüftungsschlitzen und Dachreiter, bez. 1863. | D-5-63-000-1639 Wikidata           | weitere Bilder |
| Obere Gemeinde; Pfalzwiesenweg; Untere Gemeinde (Standort)                                                                 | Forstgrenzsteine                                                   | Forstgrenzsteine der Nord- und Westgrenzen des Fürther Stadtwaldes Nrn. 4–5, 10, 12, 13–15, 18–25, 27, 29, Sandstein, 18./19. Jh. (teilweise in den Gemeindegebieten von Cadolzburg und Seukendorf) | D-5-73-114-97 Wikidata             | weitere Bilder |
| Untere Gemeinde (Standort)                                                                                                 | Felsenkeller                                                       | Ehemals der Gräflich-Pücklerschen-Brauerei zugehörig, weitläufige Anlage aus rasterförmig angelegten Gängen, mit gemauerter Mündung, bez. 1852. | D-5-63-000-1707 Wikidata           | weitere Bilder |